# 天弓三型防空飛彈
天弓三型防空飛彈是國家中山科學研究院開發的中遠程防空飛彈系統，定位類似於愛國者二型防空飛彈。天弓三可攔截定翼機、巡弋飛彈、反輻射飛彈與彈道飛彈，在中華民國空軍中負責執行聯合防空與飛彈防禦任務。

## 發展
台灣海峽飛彈危機後，中華民國國軍深感其反彈道飛彈能力不足，發展相關技術即成為首要目標。為此，國防部參謀本部於1996年4月核定以5年39億的預算進行反彈道飛彈系統的基礎技術研發。1999年11月，負責研發防空飛彈的天弓計畫室人員於例行記者會中向媒體表示「性能接近愛國者三型防空飛彈的反戰術彈道飛彈系統（Anti-Tactical Ballistic Missile , ATBM）即將完成研發，長程預警雷達系統則可在2006年前完成研發」，首次試射與相關的測試工作則於2001年完成，整個計畫也進入工程發展階段。
進入工程發展階段後，中山科學研究院以「層系計畫」為代號進行全系統構型的確認，並針對各項子系統進行性能最佳化以利量產。研發人員在此階段發現天弓一與天弓二的「長白」相位陣列雷達體積過大、重量過重，且長白雷達的原始設計並未考慮反彈道飛彈的需求，需研發新型雷達以配合天弓三。為此，中科院先推出探測距離超過1,000公里的「長山」相位陣列雷達，後因固定陣地的生存性不高而改採機動部署的「機動型中程三維相列射控雷達」。由於此種雷達的功率與天線面積皆小於固定式雷達，其探測距離與同時接戰目標數皆不如長白雷達。
天弓三於2007年進行了首次攔截測試，飛彈本體也於同年十月的中華民國國慶日閱兵上正式對外公開。作戰測試評估（Operational Test & Evaluation , OT&E）隨後於2009年開始，由空軍人員評估武器的性能與作戰效益。天弓三在此階段進行了多次單發射擊（Shoot-Look-Shoot）與漣波射擊（Ripple Fire）測試，攔截定翼機、巡弋飛彈等吸氣式威脅（Air-Breathing Threat）與彈道飛彈，並驗證系統的多目標同時接戰能力。作戰測評小組於2011年宣告「完成階段性任務」，然而後續試射因彈頭的尋標器無法啟動而導致測試失敗，量產計畫也因需對飛彈系統進行修改而延後。
2014年9月，中華民國國防部於民國104年度國防預算書中編列新台幣748億3,466萬6千元的預算以在2015至2024年間量產12套天弓三型防空飛彈以替換老舊的鷹式防空飛彈系統，其中每套弓三的價格為愛國者三型的六分之一，維修成本為十一分之一。由於國軍對飛彈的需求逐步增加，中科院也於2018年開始興建各式飛彈的量產廠房，使天弓三型防空飛彈的年產量由48枚提升至96枚。

### 增程型：強弓
2014年底，中科院人員在立法院外交與國防委員會的專案報告中提到代號為「強弓專案」的天弓三增程型研發計畫，立法院也於2015年編列5年共70億1,875萬2千元的預算以研發射高70公里的新彈種。此型彈於2020年起進行多次試射，攔截模擬短程彈道飛彈的天弓二B靶彈，空軍也在2022年8月18日進行了強弓專案的初期作戰測評（Initial Operational Test & Evaluation , IOT&E），並於次年二月宣告射高70公里的「強弓一型」測試完成，後續將開始量產；射高100公里的「強弓二型」則須持續進行測試與評估。
與標準型天弓三相比，強弓飛彈採用了台灣自製的新型微波功率放大器，飛彈鼻錐、彈體結構與推進系統也進行了更新。由於攔截高度大幅提升，強弓飛彈採用兩節式設計：第一節推進火箭將彈體推至平流層後脫離；第二節彈體上的側向推力火箭使其可在稀薄的大氣中進行機動，彈頭的Ka波段尋標器也因平流層的水氣較少而較不易受干擾。
根據國防部最新公佈的「列管軍品清單」顯示，適用於「TK4發射箱組飛彈」的新型「防空飛彈發射箱組」也列在其中，據新聞報導，「TK4發射箱組飛彈」指的就是增程型天弓三型飛彈，發射箱尺寸長寬高為7.64公尺乘1.1公尺乘1.1公尺，比起天弓三型（TK-3型）的發射箱組，長寬高的尺寸為5.5公尺乘0.81公尺乘0.84公尺，來的更大。

### 艦載型：海弓三
隨著軍事科技的發展，原先擔負防空任務的成功級巡防艦與基隆級驅逐艦因採用單/雙臂式飛彈發射器而導致接戰效率低下，無法有效應付飽和攻擊。為此，中華民國海軍決定開發可由垂直发射系统發射的艦射型天弓三防空飛彈以裝備新一代巡防艦。與天弓三型相比，海弓三因需裝入中科院研發的垂直發射系統中而改用折疊式尾翼，並採用後端環形點火器以提升彈體的裝藥率。
海弓三型防空飛彈最早在2016年12月於屏東縣的中科院九鵬基地完成試射，後於2018年被裝上高雄號裝備測試艦進行進一步的測試，並分別於2020年與2023年完成與Mk-41垂直發射系統和華陽垂直發射系統的整合。然而原訂裝載海弓三的「震海計畫」新一代飛彈巡防艦被放棄，使用華陽垂直發射系統的輕型巡防艦與升級後的康定級巡防艦則因雷達與艦體大小的原因而無法裝載，故已通過作戰測評的海弓三仍需等待重新設計後的新一代飛彈巡防艦才能服役。

## 天弓三飛彈系統
天弓三型防空飛彈系統包含相位陣列雷達、戰術指揮中心、通信中繼車、電源車與飛彈發射架等裝備，其中戰術指揮中心會由光纖網路或通信中繼車接收上層指揮管制系統與相位陣列雷達的資訊，並控制發射架上的四聯裝弓二或弓三飛彈接戰目標。一套系統可同時追蹤150個目標並接戰24個目標，主要負責攔截吸氣式威脅。

### 相位陣列雷達

#### 機動型中程三維相列射控雷達
天弓三型防空飛彈系統中的機動型中程三維相列射控雷達是台灣第一種自行研製的全相列雷達，即水平與垂直方向皆為電子掃描的雷達。該雷達為S波段被動相位陣列（PESA）雷達，探測距離約400公里，搜索角度達120度，俯仰90度。其主天線陣列共有3,488組相移器，並採用機動性較高且複雜性較低的空間饋電（Space-Fed array）設計。由於機動型中程三維相列射控雷達可為飛彈提供雙向資料鏈，天弓三型防空飛彈系統不需要獨立的照明雷達進行末端歸向。

#### 長山固定式主動相位陣列（AESA）雷達
除上述雷達系統外，天弓三型防空飛彈系統也可接入強弓專案中研發出的「長山」固定式主動相位陣列（AESA）雷達。該雷達可為弓三系統提供早期預警資訊，使其具備完整的反彈道飛彈能力。
中華民國空軍已接收第一套長山雷達，目前部署於東台灣。

## 圖集

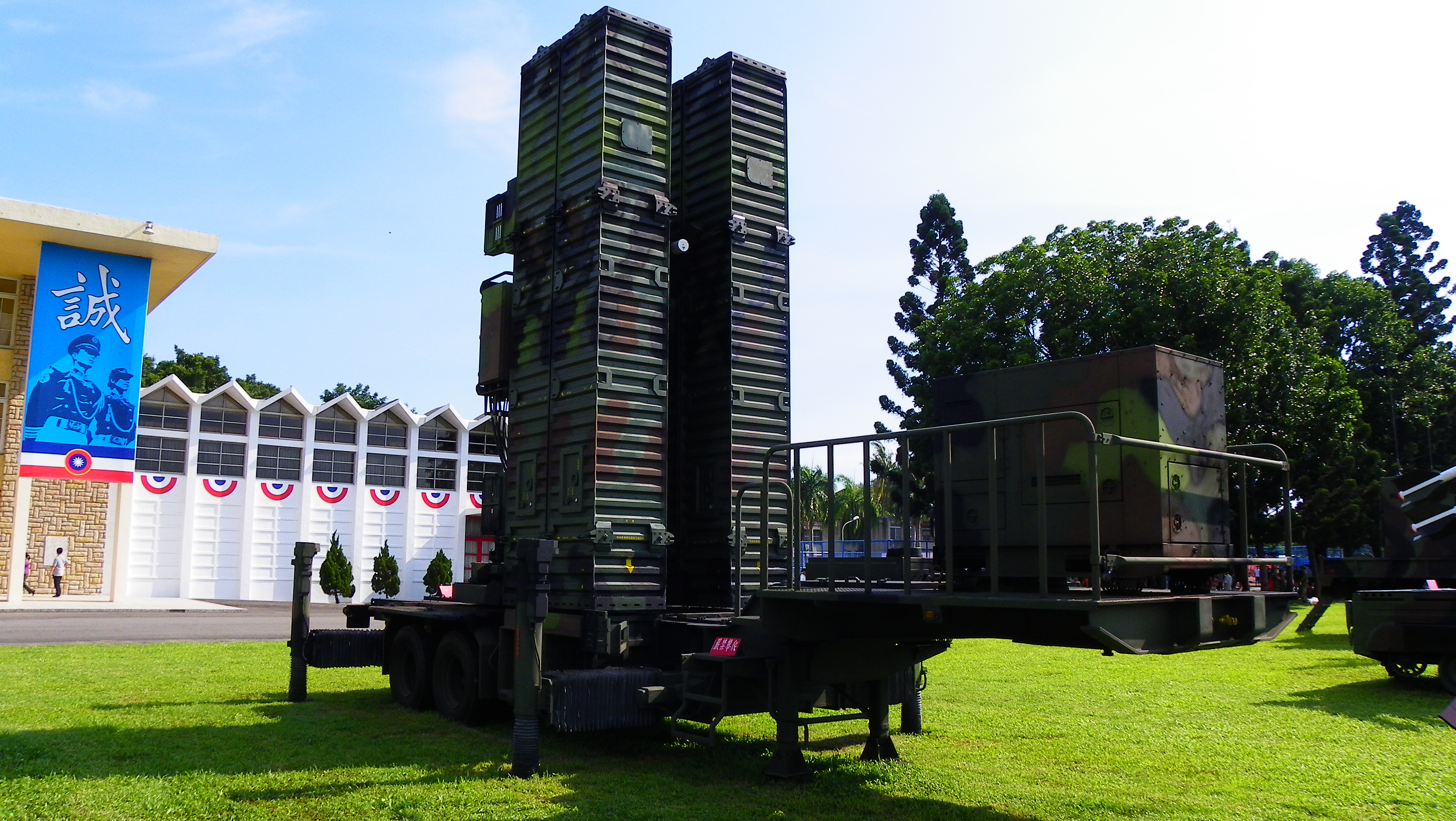
垂直飛彈發射器（早期型）
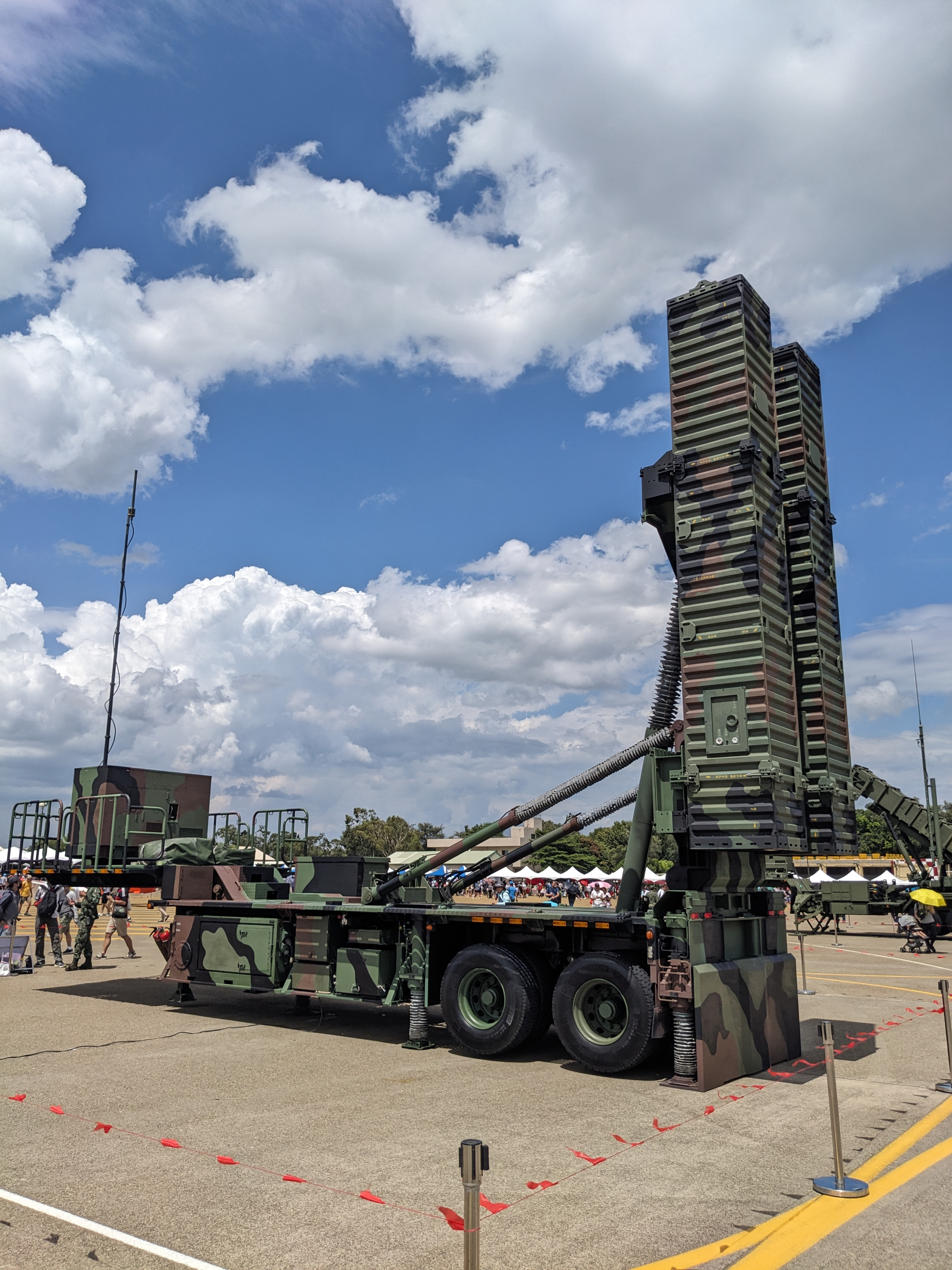
垂直飛彈發射器（量產型）
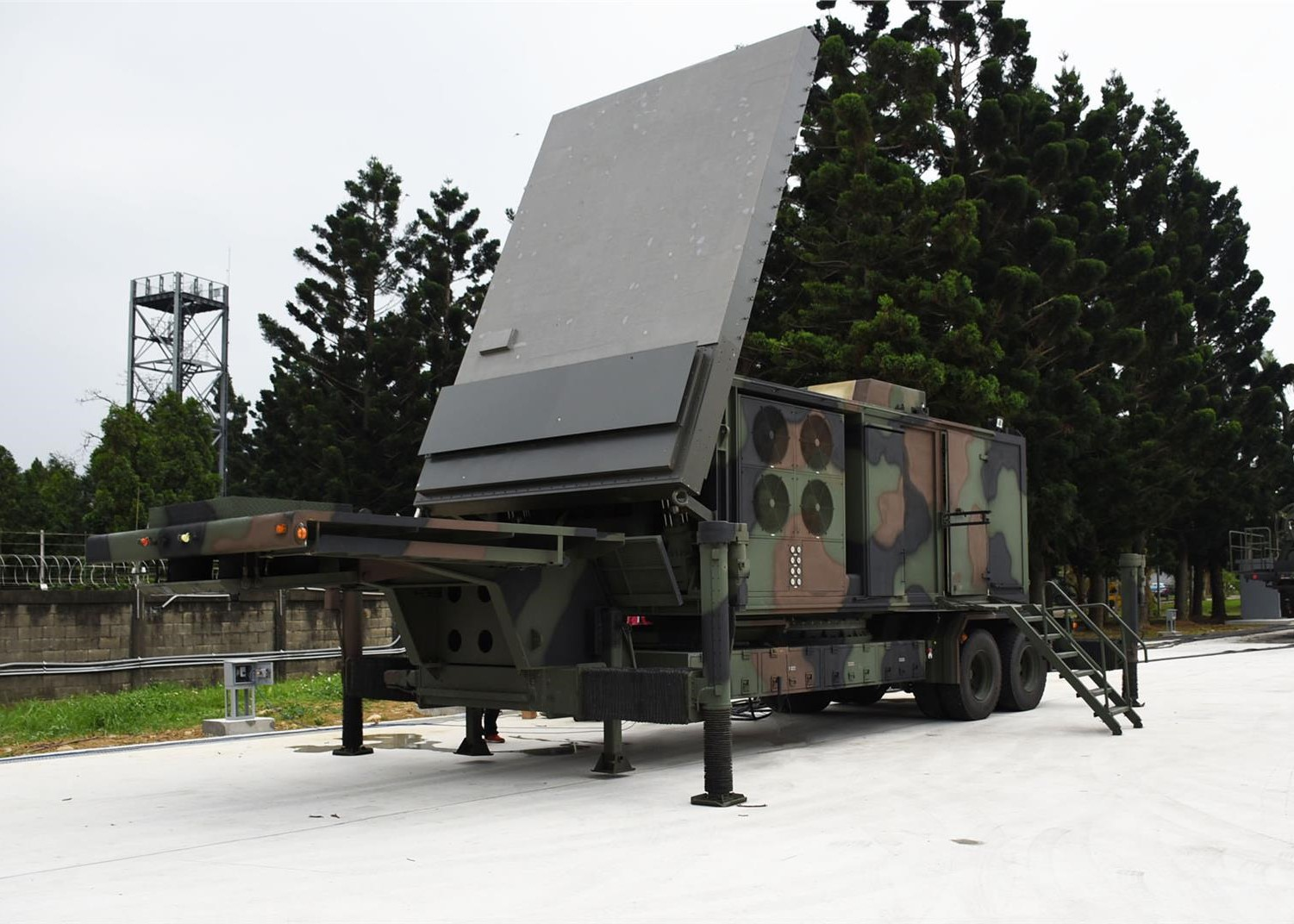
機動型中程三維相列射控雷達
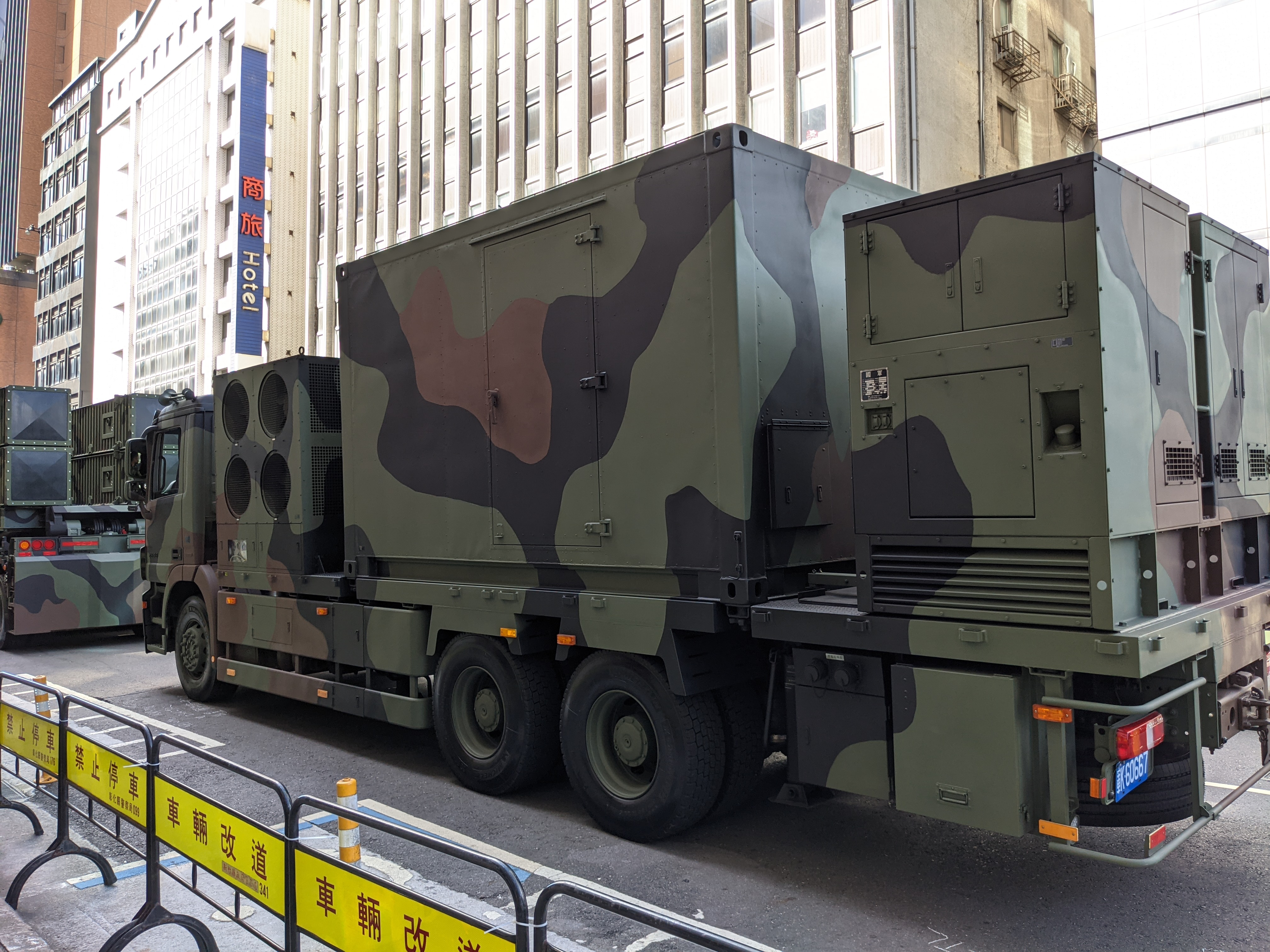
雷達誘標車
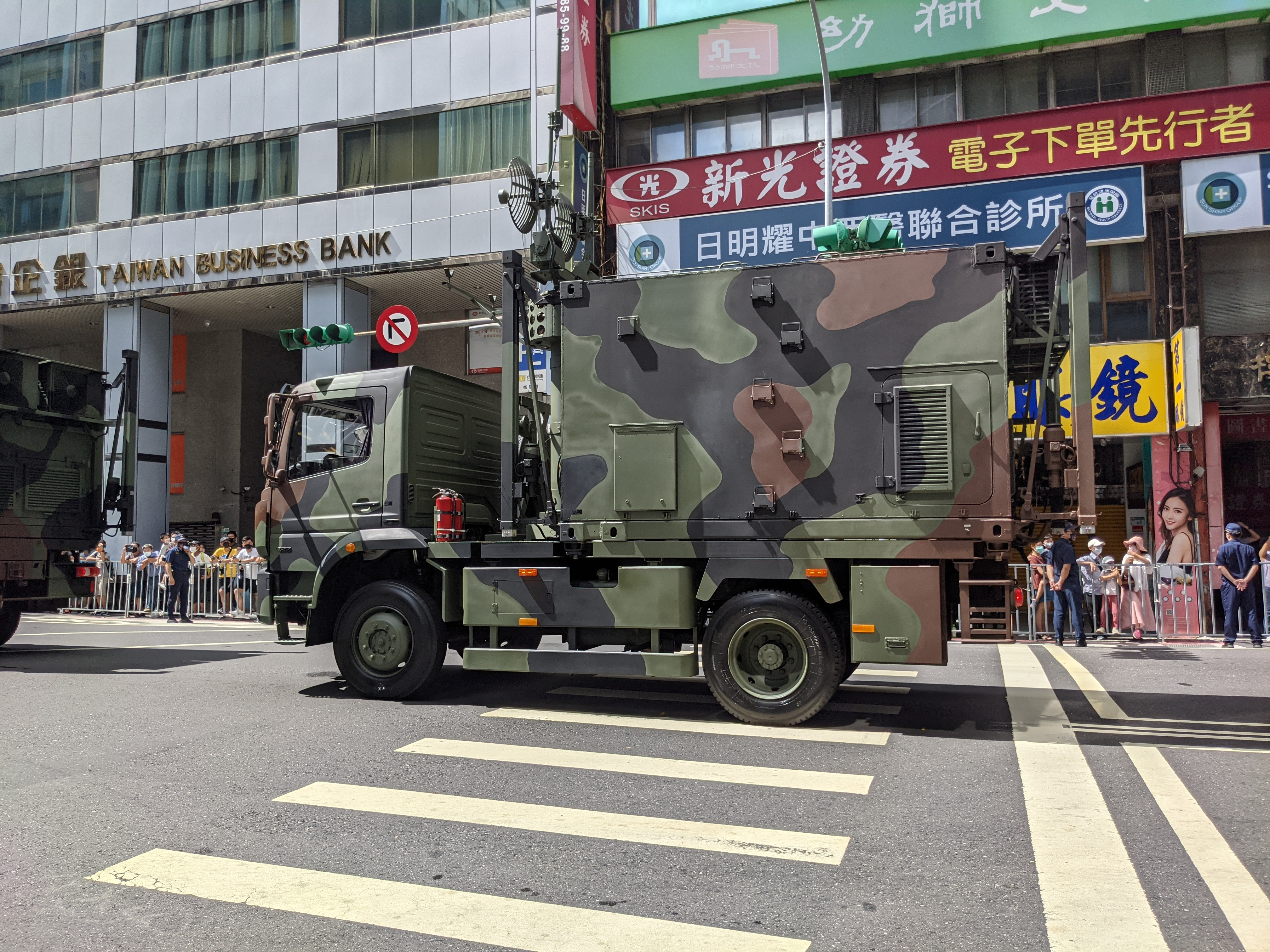
通信中繼車
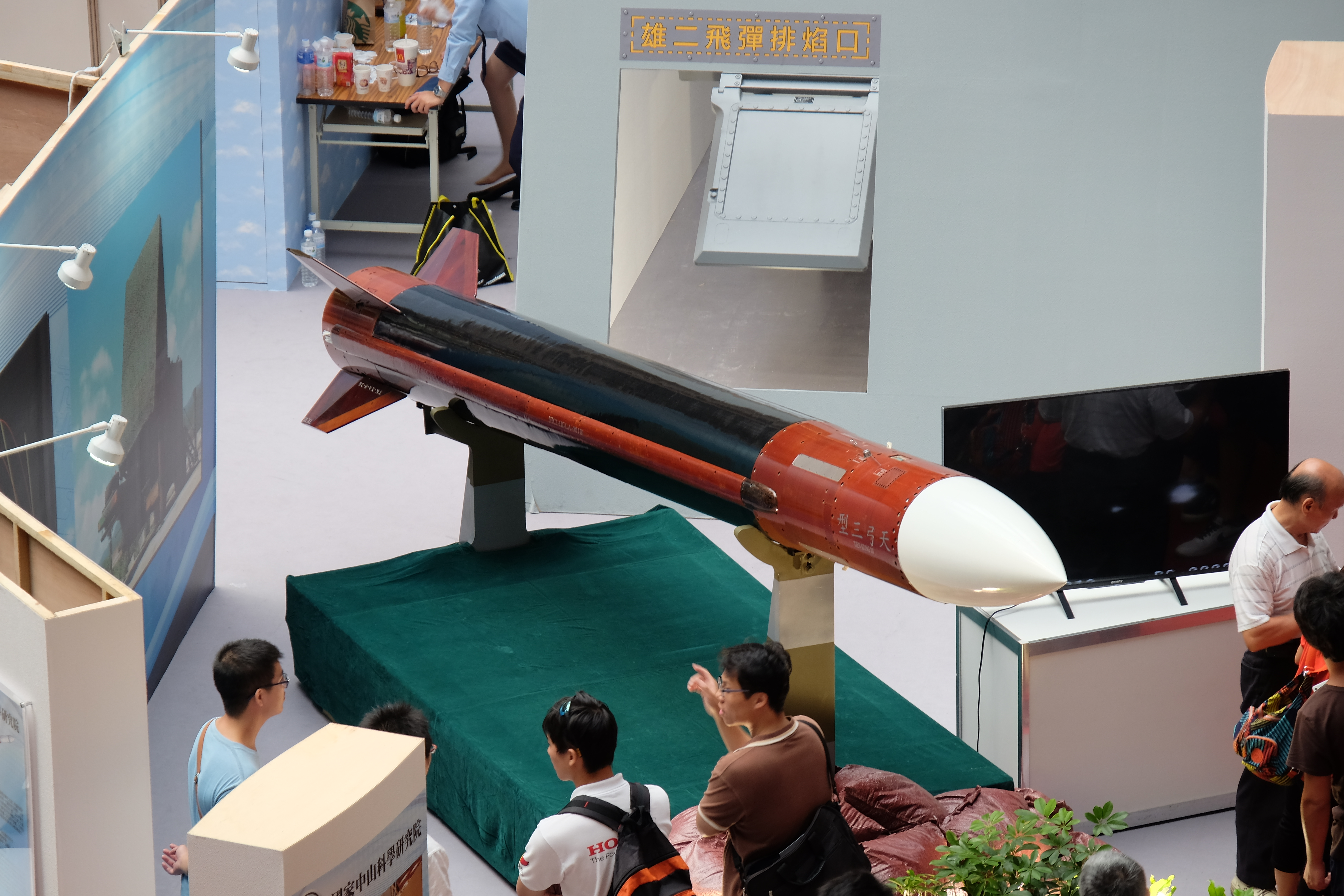
天弓三型防空飛彈模型